# Плоске (Полтавський район)
Пло́ске — село в Україні, у Мачухівській сільській громаді Полтавського району Полтавської області. Входить до Мачухівської сільської громади. Населення становить 562 особи. До 2020 орган місцевого самоврядування — Плосківська сільська рада.

## Географія
Село Плоске знаходиться на правому березі річки Полузір'я, вище по течії на відстані 1,5 км знаходиться село Левенціівка, нижче по течії на відстані 3 км — село Чередники, на протилежному березі — село Твердохліби. Річка в цих місцях звивиста, утворює багато боліт.

## Історія
Хутір Плоске заснований українськими козаками. За даними Генерального опису Лівобережної України 1765—1769 рр. хутір Плоске на річці Полузір'є входив до складу Полтавської сотні Полтавського Полку. Населення займалось сільським господарством, рибальством, торгівлею. У Плоскому щорічно проводився ярмарок
У 1826 році з ініціативи Сахновського в селі збудовано кам'яну Спасо-Вознесенську церкву, богослужіння в якій відбуваються і досі. З часом більшість жителів села були закріпачені, а більшість придатних для обробітку земель стали власністю поміщиків. Так за даними 1846 року у с. Плоскому значиться вже 261 поміщицьких селян.
За даними 1859 року у власницькому селі Полтавського повіту Полтавської губернії мешкало 679 осіб (347 чоловічої статі та 332 — жіночої), налічувалось 85 дворових господарств, існувала православна церква та завод.
У 1863 р. у с. Плоскому Полтавського повіту, Полтавської губернії була Плосківська (Площанська) волость для тимчасово зобов'язаних селян. Плосківська волость існувала включно до 1920 року.
У другій половині ХIХ ст. в Полтавській губернії почали відкриватись початкові школи різних напрямків: земські, церковно-парафіяльні, школи грамоти. Значну роль у розвитку шкіл на Полтавщині відіграли повітові земства. У 1872 році Полтавське земство відкрило школу у с. Плоске в якій навчалось 18 учнів обох статей. Нагляд за земськими школами здійснювали члени земських рад та попечителі.
З 1884 року поряд із земськими школами почали відкриватись церковно-парафіяльні (приходські) школи, які створювалися священиками за кошти церковного приходу. У 1889 р. в селі відкрито церковно-парафіяльну школу в якій навчалося 64 учні. Серед перших учнів Площанської церковно-парафіяльної школи був майбутній письменник-гуморист О. І. Ковінька. В однокласних церковно-парафіяльних школах вивчали закон божий, церковний спів, російську мову (читання і письмо), арифметику. У двокласних церковно-парафіяльних школах окрім цього вивчали історію та церковнослов'янську мову. У той час у школі за будь-яку провину дітей карали різками..
Земська та церковно-парафіяльна школи не охоплювали всіх дітей волості початковою освітою. На 01.01.1914 року у Площанській школі не навчались 36,4 % дітей.

Станом на 1885 рік у колишньому власницькому селі, центрі Площанської волості, мешкало 762 особи, налічувалось 135 дворових господарств, існували православна церква, постоялий будинок і 2 лавки.

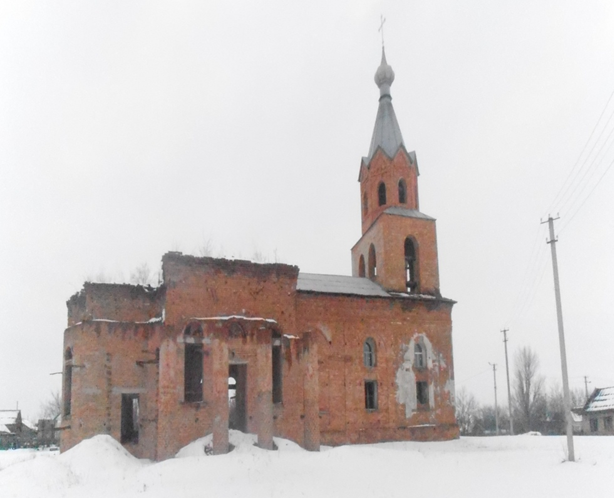
Плосківська Вознесенська церква до реставрації (2012 рік)

У 1889 році при церкві відкрито церковнопарафіяльну школу, у якій навчалося 64 учні.
За переписом 1897 року кількість мешканців зросла до 950 осіб (459 чоловічої статі та 491 — жіночої), з яких 925 — православної віри.
За даними 1910 р. у с. Плоскому було 187 дворових господарств і проживало 1113 жителів. У 1911 р. в селі збудовано земством та відкрито початкову школу.
Після поразки Української національно-визвольної революції, у кінці листопада 1919 року с. Плоске, як і всю приполтавську територію, окуповала орда більшовицької Росії. У селі було встановлено окупаційну владу російських більшовиків.
Після окупації України у школі навчалось багато дітей, але учнів виховували у дусі відданості окупаційній російській більшовицькій владі.
За переписом 1926 р. у с. Плоскому Плосківської сільської ради Решетилівського району, Полтавської округи було 255 дворів та проживало 1240 жителів. У селі відкрили клуб і хату-читальню.
Під час штучних голодоморів у 1932—1933 та 1946—1947 роках, організованих окупаційною владою російських більшовиків, люди в селі помирали від голоду. У «Національній книзі пам'яті жертв голодомору 1932—1933 років в Україні» інформація про померлих від голоду у с. Плоске відсутня. Її не вдалось встановити так-як цей злочин ретельно приховувався окупаційною владою. Але у навколишніх селах, наприклад, у с. Мирне, з розповіді жительки цього села Вовк О. В., від голоду померло 50 жителів.
У 1931—1933 роках крім Плоского ще працювала початкова школа у селі Сліпки. Під час голодомору, незважаючи на відсутність продуктів, діти у школах харчувалися один раз на день, отримували суп. Так школа намагалась рятувати дітей від голодної смерті..
Наприкінці 30-х років XX століття Вознесенську церкву намагалися зруйнувати решетилівські комуністи, але за свідченнями місцевих жителів, церква вистояла обстріл і продовжувала працювати під час війни. У післявоєнні роки радянська влада закрила церкву, приміщення використували для потреб місцевого колгоспу.
Перед Другою світовою війною у селі не було радіо та електроенергії працювала лише хата-читальня.
17 вересня 1941 року село Плоске окупували війська ве́рмахту Німеччини. Під німецькою окупацією навчання у школі розпочався 1-го вересня 1942 року, але навчалися лише учні 1–4 класів. Школа працювала до березня 1943 року. За період німецької окупації з 17.09.1941 по 24.09.1943 рр. з території Плосківської сільської ради на примусові роботи до Німеччини було вивезено 70 жителів. При відступі німецьких військ, карателі зруйнували колгоспні будівлі, спалили одну з найбільших і найкращих будівель школи та багато будинків сільських жителів.
Після звільнення Полтавщини від німецької окупації, у Плоскому з 10 жовтня 1943 року почала працювати семирічна школа. У той час не було підручників, зошитів, класи не опалювалися, люди у селі жили бідно і більшості учнів не вистачало одягу та взуття. Тоді в один клас ходили учні різного віку, серед яких були й учасники війни. У селах Левенцівка та Сліпки працювали початкові школи. За свідченням вчительки початкових класів Осадчої К. П., дітей у школі було багато, але на два перших класи був лише один буквар. У класах було холодно, чорнило замерзало. А після уроків учні працювали у колгоспі — перебирали кукурудзу, збирали картоплю, а у весняно-літню пору пололи буряки, також учні брали участь у художній самодіяльності.
У 1949—1950 навчальному році відкрито Площанську середню школу у якій почали навчання 402 учні. У 1970 р., через малу кількість дітей, школу перевели на восьмирічну, а з 1983 р. вона знову стала середньою. У 1984—1986 роках відкриваються початкові школи у селах Твердохліби і Левенцівка.
У післявоєнний час Площанській сільській раді підпорядковувались села Браїлки, Левенцівка, Сліпки, Тарани, Твердохліби, Чередники. У селі колгосп «Шлях до комунізму», середня школа, будинок культури, бібліотека, історико-краєзнавчий музей, фельдшерсько-акушерський пункт, дитячий садок.
У 1994 році розпочалася реставрація Вознесенської церкви, але коштів вистачило лише на певне відновлення дзвіниці й частини приміщення. У 2002 році під куполом з'явилися дзвони, які встановили за кошти плосківської громади.
24 травня 2012 року в селі Плоске відкрито Решетилівські філії відділеннь соціально-побутової адаптації, організації надання адресної натуральної та грошової допомоги.
У 2013 році Вознесенська церква знову почала працювати, було відремонтовано значну частину приміщення. У свято Вознесіння Господнього Високопреосвященнійший архієпископ Полтавський і Кременчуцький Федір відвідав с. Плоске з нагоди храмового свята та Дня села.
12 червня 2020 року, відповідно до розпорядження Кабінету Міністрів України № 721-р «Про визначення адміністративних центрів та затвердження територій територіальних громад Полтавської області», село увійшло до складу Мачухівської сільської громади.
19 липня 2020 року, в результаті адміністративно — територіальної реформи та ліквідації Решетилівського району, село увійшло до складу новоутвореного Полтавського району.

## Освітні заклади
Плосківська загальноосвітня школа І-ІІІ ступенів Решетилівської районної ради Полтавської області
Школу було відкрито у 1872 році.

## Місцеві пам'ятки

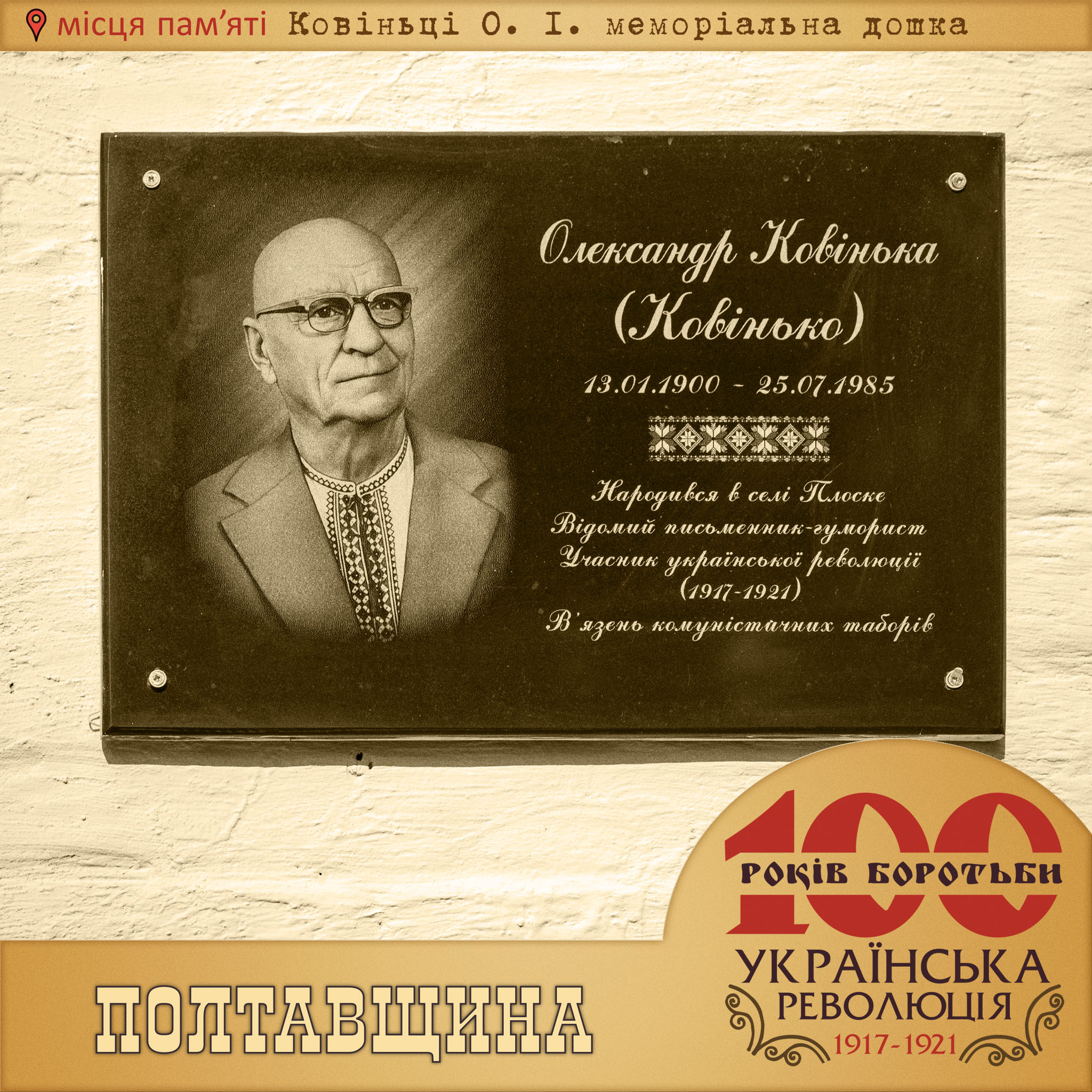
Меморіальна дошка в селі Плоске

- Вознесенська церква
- Пам'ятник воїнам Другої Світової війни і могили невідомих солдатів
- Парк імені А. К. Григоренка Дошка в парку імені А. К. Григоренка

## Відомі люди
- Ківшар Григорій Федорович (1901—?) — директор Оржицької машинно-тракторної станції Полтавської області. Депутат Верховної Ради УРСР 3-го скликання.
- Ковінька Олександр Іванович (справжнє прізвище — Ковінько) (1900—1985) — український письменник-гуморист.
- Григоренко Анатолій Кирилович (1935—2001) — український поет, прозаїк та журналіст.
- Попов Микола Васильович (1907—1985) — один з фундаторів Черкаського обласного музично-драматичного театру ім. Т. Г. Шевченка, директор, художній керівник, головний режисер, актор, Заслужений артист УРСР.